# Telegram (EP de Werenoi)
Pour les articles homonymes, voir Telegram.
Ne doit pas être confondu avec Telegram (EP de Damien Saez).
Albums de Werenoi
Carré
(2023)
Telegram est le premier EP de Werenoi sorti le 3 juin 2022. Le nom fait référence à l'application de messagerie ou certains de ses sons auraient fuités,qui fut suivi de telegram 2 un autre de ses EP.

## Genèse
L'artiste a annoncé la sortie de l'EP le 3 juin 2022. L'EP comprend douze morceaux dont deux collaborations, celle de Rimkus et Maes.
Le 28 octobre 2022, il a publié une réédition de l'EP avec l'ajout de 2 nouvelles chansons dont 3 singes avec le rappeur Ninho.

## Liste des pistes
| 1.    | Vulgaire                    | Louis the beatmaker, Evi Beats | 1:22 |
| 2.    | Jamal                       | El Chacon                      | 3:19 |
| 3.    | Crédibilité                 | Evi Beats                      | 3:29 |
| 4.    | Balmain                     | Ovic Prod                      | 3:29 |
| 5.    | Le sas                      |                                | 3:06 |
| 6.    | 7 vie là                    | Skyzo Beats                    | 2:42 |
| 7.    | Ndrangheta                  | Evi Beats                      | 1:53 |
| 8.    | Sale histoire (avec Rimkus) | Yann Dakta & Rednose           | 3:01 |
| 9.    | Déjà vu                     | Yann Dakta & Rednose           | 2:34 |
| 10.   | Solitaire                   | HuFel Beatz                    | 2:26 |
| 11.   | Selfie (avec Maes)          | Claro Beats                    | 2:36 |
| 12.   | Ordinateur                  | DJ Bellek                      | 3:02 |
| 13.   | All Eyes on Me              | Floow On The Track             | 2:53 |
| 14.   | 3 singes (avec Ninho)       | 2K                             | 3:02 |
| 38:54 |                             |                                |      |

## Titres certifiés en France
- Solitaire  Diamant[3]
- All Eyes on Me  Diamant[4]
- 3 singes (avec Ninho)  Diamant[5]
- Selfie (avec Maes)  Platine[6]
- Vulgaire  Or[7]
- Déjà vu  Or[8]
- Jamal  Or[9]
- Crédibilité  Or[10]
- Balmain  Or

## Certifications et classements

### Classements
| Classement (2023)            | Meilleure position |
| ---------------------------- | ------------------ |
| Belgique (Wallonie Ultratop) | 16                 |
| France (SNEP)                | 15                 |

### Certifications et ventes
| Région        | Certification | Ventes/Streams |
| ------------- | ------------- | -------------- |
| France (SNEP) | 2 × Platine   | 200 000        |